# 嘉義縣基督教協同高級中學
嘉義縣基督教協同高級中學（英語：Concordia Middle & High School，縮寫CMS），常俗稱為嘉義縣私立協同中學，簡稱為協同高中、協同中學，是位於台灣嘉義縣民雄鄉的一所高級中學，為民雄唯一一所普通高級中學及完全中學。

## 簡介
協同高中由美國基督教密蘇里路德會總會捐資興建，創辦人為齊慕博（Robert Zimmer），1967年開始招生，亦為馬禮遜美國學校分支。有附設幼稚園、美語學校和嘉義馬禮遜美國學校（招收1～8年級）。

## 爭議事件
2007年，協同中學校方曾因一名男老師即將接受變性手術，因而要求那位老師離職，理由為污染學生心靈。

2014年國中教育會考，協同中學兩百七十名直升高中學生集體缺考，校方被質疑扣留學生准考證，時任中華民國教育部部長蔣偉寧對此相當不滿。校方否認扣留學生准考證。

2022年6月，由於新冠肺炎在嘉義地區擴散，嘉義縣政府宣布13日至17日持續線上上課一週，然而協同中學校方經過討論後仍決議回歸實體課程，成為全國第一所與縣市政府防疫政策不同調的學校，此決議一出引起多數學生及部分家長反彈。教育處長李美華表示，私立高中並不在縣府規範之內，國中部縣府教育處雖有管轄權，但尊重校方的整體考量。

## 校友
- 張信哲：歌手
- 蔡易餘：民主進步黨立法委員（國中部）
- 美秀集團：獨立樂團（初始成員全員皆為校友）
- 侯乃榕：台視新聞主播
- 林奕勳：演員
- 宋燕旻：華視新聞主播
- 蔡孟真：民主進步黨雲林縣議員

## 外部連結
- 嘉義縣基督教協同高級中學（页面存档备份，存于）
- YouTube上的嘉義縣基督教協同高級中學頻道